# باغاتسسار
باغاتسسار (ارمنی: Բաղացսար) کوهی که در استان سیونیک در کشور ارمنستان واقع شده است و ۳۲۵۶ متر از سطح دریا ارتفاع دارد. کوه باغاتسسار در رشته‌کوه مغری قرار دارد.